# Atout cœur à Tokyo pour OSS 117
Série
Furia à Bahia pour OSS 117
(1965) Pas de roses pour OSS 117
(1968)
Pour plus de détails, voir Fiche technique et Distribution.
 (août 2021).
Si vous disposez d'ouvrages ou d'articles de référence ou si vous connaissez des sites web de qualité traitant du thème abordé ici, merci de compléter l'article en donnant les références utiles à sa vérifiabilité et en les liant à la section « Notes et références ».
Atout cœur à Tokyo pour OSS 117 est un film d'espionnage français réalisé par Michel Boisrond et sorti en 1966. Il est adapté du roman éponyme de Jean Bruce.

## Synopsis
L'agent OSS 117, alias Hubert Bonisseur de la Bath, enquête sur l'explosion d'une base américaine du Pacifique. À Tokyo, il rencontre Eva Wilson et ne tarde pas à découvrir ses liens étroits avec l'attentat.

## Fiche technique
- Titre : Atout cœur à Tokyo pour OSS 117
- Réalisation : Michel Boisrond
- Assistant réalisateur : Jean-Pierre Desagnat, Michel Wyn
- Scénario : Pierre Foucaud, Terence Young, d'après le roman éponyme de : Jean Bruce
- Dialogue : Marcel Mithois
- Décors : Max Douy
- Costumes : Mireille Leydet
- Musique : Michel Magne
- Photographie : Marcel Grignon
- Chef Électricien : Marcel Policard
- Photographe de plateau : Yves Mirkine
- Montage : Pierre Gillette
- Coordinateur des combats et des cascades : Claude Carliez et son équipe
- Effets spéciaux : François Suné
- Production : André Hunebelle
- Studios : Studios de la Victorine
- Sociétés de production : 
  - France Gaumont, PAC, Lux CCF
  - talie CMV Produzione Cinematografica
- Sociétés de distribution : Gaumont
- Pays d'origine :  France,  Italie
- Format : Couleur
- Genre : Espionnage
- Durée : 100 minutes
- Date de sortie : France : 28 octobre 1966

## Distribution
- Frederick Stafford (VF : Jean-Pierre Duclos) : Hubert Bonisseur de La Bath, alias OSS 117
- Marina Vlady : Eva Wilson
- Jitsuko Yoshimura : Tetsuko
- Jacques Legras : M. Chan
- Valéry Inkijinoff : Yekota
- Henri Serre : John Wilson
- Mario Pisu : Vargas
- Colin Drake (VF : Henri Virlogeux) : Ralph Babcock
- Billy Kearns (VF : Raymond Loyer) : M. Smith
- Hiroshi Katô : un homme de main
- Hiroshi Nihon'yanagi (comme Kan Nihonyanagi) : Colonel Kawashi
- Hiroshi Minami : Saki, l'assistante de Babcock
- Del Negro : (?)
- Bert Bertram : Général Forster
- Jean Lemaître : l'assistante de Babcock
- Jacques Francel : Général
- Eiju Kim : ? un homme de main ?

Non crédités
- Gunter Braun : (?)
- Eric Vasberg : conducteur

## Autour du film
- Ce film se place dans la continuité des trois films précédents sur OSS 117 réalisés par André Hunebelle, Kerwin Mathews jouait le rôle principal dans les deux premiers films puis Frederick Stafford lui a succédé dans le troisième, Furia à Bahia pour OSS 117, et reprend le rôle dans ce quatrième opus. André Hunebelle se contente cette fois de produire le film et laisse la réalisation à Michel Boisrond, il reviendra derrière la caméra deux ans plus tard pour le cinquième et dernier opus, Pas de roses pour OSS 117 avec John Gavin dans le rôle-titre.
- Ce film est également co-scénarisé par Terence Young, premier réalisateur des films de James Bond.
- Comme pour Sean Connery (les premiers James Bond 007), Kerwin Mathews (OSS 117) et Frederick Stafford (OSS 117), c'est Jean-Pierre Duclos qui double ces comédiens en français.